# Kyle Hutton
Kyle Hutton est un footballeur écossais né le 15 février 1991. Il évolue comme milieu de terrain.

## Biographie
Kyle Hutton a été formé aux Rangers de Glasgow et intègre le groupe professionnel lors de la saison 2010/11.
Apparu à sept reprises, il prend part à la victoire en championnat en 2010/11. La même saison, il remporte la Coupe de la Ligue en entrant en cours de jeu en finale contre le club ennemi, le Celtic FC.

## Palmarès
- Glasgow Rangers
  - Championnat d'Écosse (1) : 2011
  - Coupe de la Ligue d'Écosse (1) : 2011
- Championnat d'Écosse de football D3 / SFL D2
  - Vainqueur (1): 2014